# Канапін Амір Канапінович
Амір Канапінович Канапін (31 грудня 1913, аул Алпис уй Куттук, тепер Алтинсаринського району Костанайської області, Казахстан — 21 січня 1988, місто Алма-Ата, тепер Алмати, Казахстан) — радянський партійний та комсомольський діяч, 1-й секретар ЦК ЛКСМ Казахстану, 1-й секретар Алма-Атинського обласного комітету КП Казахстану, міністр культури Казахської РСР. Депутат Верховної ради Казахської РСР 2—5-го скликань. Депутат Верховної Ради СРСР 2—3-го скликань. Кандидат історичних наук (1953), доктор історичних наук (1966), професор.

## Біографія
Народився в родині селянина-бідняка. У п'ятирічному віці втратив батька, перебував під опікою дядька Аймаганбета. З 8 років виховувався у Кустанайській дитячій комуні, де 1929 року закінчив семирічку. У 1930 році закінчив річні курси вчителів. У 1930 році вступив до Казахського інституту освіти в Кустанаї, який закінчив у 1932 році.
З 1932 по 1935 працював викладачем суспільних дисциплін в Ойротському колгоспному інституті та колгоспній школі в селі Майма-Чергачак (Мічурінську) Ойротської (Горно-Алтайської) автономної області РРФСР.
У 1935—1938 роках — студент механіко-математичного факультету Московського державного університету імені Ломоносова.
У 1938 році — помічник постійного представника РНК Казахської РСР при РНК СРСР у Москві.
У 1938 році — заступник начальника відділу кадрів Народного комісаріату юстиції Казахської РСР.
У листопаді 1938 — серпні 1940 року — начальник управління середніх шкіл Народного комісаріату освіти Казахської РСР.
Член ВКП(б) з 1939 року.
У серпні 1940 — січні 1942 року — заступник народного комісара освіти Казахської РСР.
З січня до листопада 1942 року працював відповідальним редактором республіканської газети «Соціалістік Қазақстан».
У листопаді 1942 — липні 1945 року — секретар із пропаганди Карагандинського обласного комітету КП(б) Казахстану.
У липні 1945 — червні 1951 року — 1-й секретар ЦК ЛКСМ Казахстану.
У 1948 році закінчив заочно Вищу партійну школу при ЦК ВКП(б).
У липні 1951 — лютому 1954 року — 1-й секретар Алма-Атинського обласного комітету КП Казахстану.
У лютому 1954 — 1955 року — заступник директора із навчально-наукової роботи Казахського державного жіночого педагогічного інституту.
У 1955 році — секретар Семипалатинського обласного комітету КП Казахстану.
У грудні 1955 — березні 1961 року — міністр культури Казахської РСР.
У 1961—1962 роках — доцент кафедри марксизму-ленінізму Казахського державного жіночого педагогічного інституту.
У 1962—1968 роках — завідувач кафедри марксизму-ленінізму Алма-Атинського державного педагогічного інституту іноземних мов.
У 1966 році захистив докторську дисертацію «Розвиток культури в Казахстані на сучасному етапі».
У 1968 — 21 січня 1988 року — завідувач кафедри історії КПРС і наукового комунізму Алма-Атинського державного педагогічного інституту іноземних мов.
Опублікував понад 200 наукових праць та статей, у тому числі шість монографій («Культурне будівництво в Казахстані» (1964), «Культура Казахстану на новому етапі» (1968), «Розквіт культури казахського народу» (1977)).
Помер 21 січня 1988 року в Алма-Аті (Алмати). Похований на Кенсайському цвинтарі.

## Нагороди
- Орден Леніна (28.10.1948)
- Орден Вітчизняної війни І ступеня (1945)
- Орден Трудового Червоного Прапора (1947)
- Два ордени «Знак Пошани» (1943, 1957)
- Медаль «За доблесну працю у Великій Вітчизняній війні 1941—1945 рр.»
- медалі
- Почесна грамота Верховної ради Казахської РСР
- Відмінник вищої школи СРСР
- Заслужений працівник вищої школи Казахської РСР